# Brice Miguel

a Compétitions nationales et continentales officielles uniquement.

Brice Miguel, né le 31 mai 1977 à Béziers, est un joueur français de rugby à XV qui évolue au poste de talonneur. Il joue la majorité de sa carrière au sein des effectifs des clubs français de l'AS Béziers et de l'ASM Clermont.
Avec l'ASM Clermont Auvergne, il remporte le Challenge européen en 2007.

## Biographie
Brice Miguel, alors entraîneur des espoirs de l'AS Béziers, est embauché en 2014 en tant qu'entraîneur des avants de l'US Dax, rejoignant ainsi le manager en poste Richard Dourthe, son ancien coéquipier lorsqu'ils jouaient ensemble dans le club héraultais et au CA Bordeaux Bègles,. La saison suivante, il s'occupe des jeunes du club dacquois, en catégorie Crabos.
Après plusieurs années éloigné des terrains de rugby, Miguel intègre l'équipe d'entraîneurs de la JS Villeneuve-lès-Béziers à partir de 2019 pour deux saisons.

## Palmarès
Avec l'ASM Clermont
- Championnat de France :
  - Finaliste (1) : 2007
- Challenge européen :
  - Vainqueur (1) : 2007